# Гормігуеро
Гормігуе́ро (Myrmoborus) — рід горобцеподібних птахів родини сорокушових (Thamnophilidae). Представники цього роду мешкають в Амазонії.

## Опис
Гормігуеро — дрібні, пухкі, довгохвості птахи, довжина яких становить 12—14,5 см, а вага 16—31 г. Їм притаманний статевий диморфізм. Забарвлення самиць варіюється від коричневого до рудувато-коричневого і білуватого, самиці деяких видів на обличчі мають чорні «маски». Забарвлення самців варіюється від синювато-чорного до світло-чорного. Вони живуть у підліску вологих рівнинних тропічних лісів і на узліссях.

## Види
Виділяють п'ять видів:
- Гормігуеро чорний (Myrmoborus melanurus)
- Аляпі чубатий (Myrmoborus lophotes)
- Гормігуеро чорнощокий (Myrmoborus myotherinus)
- Гормігуеро білобровий (Myrmoborus leucophrys)
- Гормігуеро білочеревий (Myrmoborus lugubris)

Чубатого аляпі раніше відносили до роду Аляпі (Percnostola), однак за результатами молекулярно-генетичного дослідження цей вид був переведений до роду Myrmoborus.

## Етимологія
Наукова назва роду Myrmoborus походить від сполучення слів дав.-гр. μυρμος — мурашка і βορος — поглинати, пожирати.